# Alfonso Gómez Morentin
Coronel Alfonso Gómez Morentin fue un militar mexicano que participó en la Revolución mexicana. Fue coronel de las fuerzas villistas que operaron en Chihuahua en favor de Francisco I. Madero. Participó también en las luchas contra Pascual Orozco y Victoriano Huerta, y desempeñó varias comisiones encomendadas por el propio General Francisco Villa. Participó en la Rebelión delahuertista en 1923, sin embargo posteriormente fue empleado del Departamento Central del Distrito Federal y jefe de Migración en Progreso, Yucatán, en 1935. 